# Tel Mond

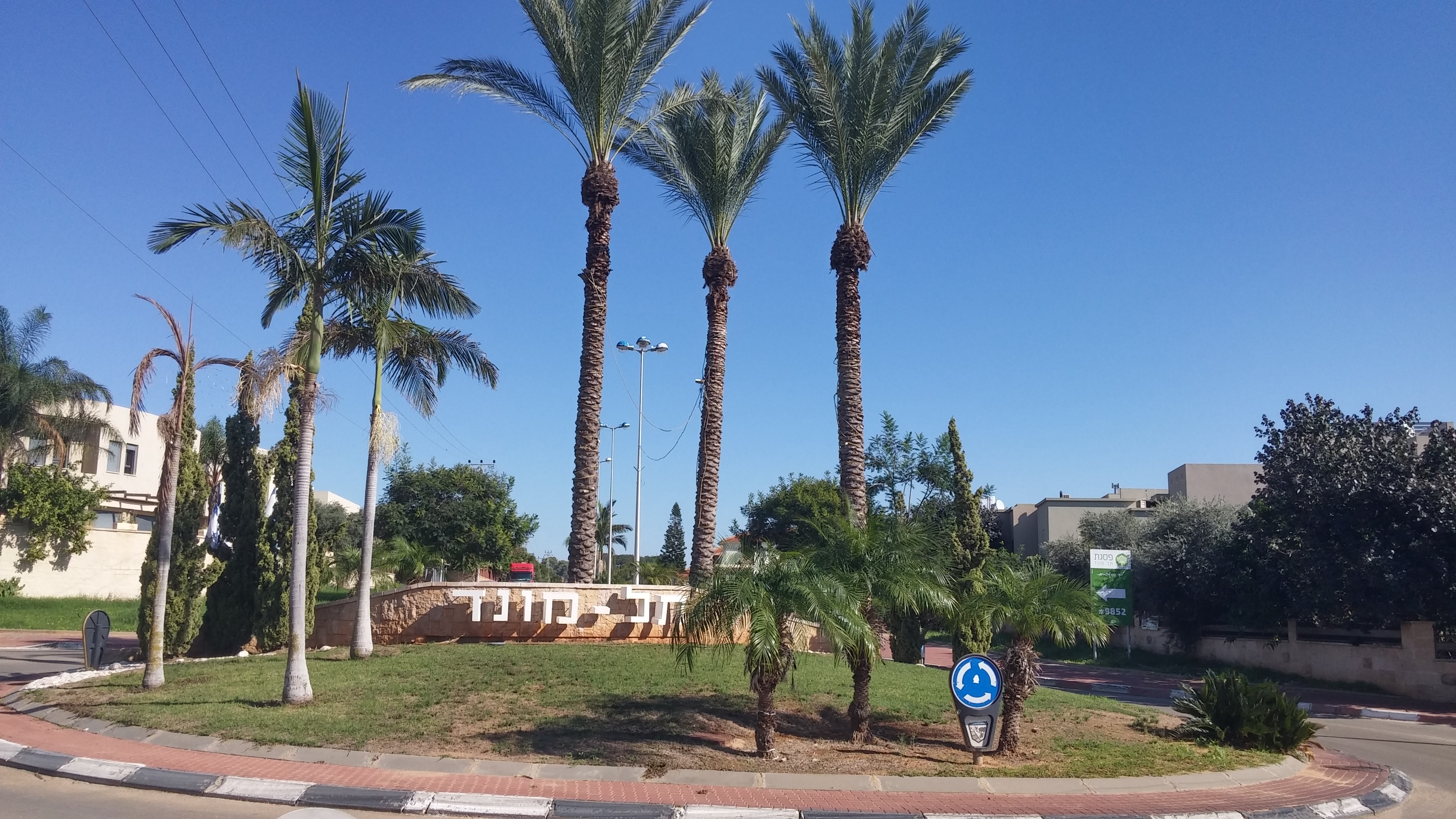

Tel Mond est un village israélien du District centre situé près de Tel Aviv.
C'est un conseil local depuis 1954.
Il se trouve dans la plaine du Sharon, à hauteur de Netanya, à mi chemin entre la côte et l'ancienne ligne verte,
à 50 min de Jérusalem, à 25 min de Tel Aviv et à 15 min de Netanya.
Le village est en pleine zone agricole, près de plusieurs moshav : Kfar Hess, Herout, Kfar Yabetz, Ein Vered.
Il dispose de toutes l'infrastructure d'une petite ville : santé, culture, éducation, commerces, banques, sport (tennis, piscine, football). L'urbanisme est essentiellement constitué de villas : il n'y a quasiment pas d'immeubles.
La population s'est largement développée ces dernières années, grâce à l'arrivée de nombreux ingénieurs, médecins, et cadres supérieurs, fuyant les prix élevés de l'immobilier des villes avoisinantes de Raanana et Kfar Saba (prix moyen d'une maison est de 250 à 450 000 dollars US).

## Histoire
Tel Mond a été fondé en 1929 grâce à la contribution d'un philanthrope anglais, Alfred Mond, plus tard anobli sous le nom de Lord Melchett, dans le but de fournir un logement aux ouvriers travaillant dans les vergers. Alfred Mond visite pour la première fois la Palestine mandataire en 1922 avec Haim Weizmann, le futur président de l'État d'Israël. En 1928, à la suite d'une autre visite en Terre d'Israël, il réussit à convaincre un groupe d'anglais non-juifs à investir dans l'achat de terres. Il fonde alors la société de plantation de la Terre d'Israël. Cette société achète des terrains à un propriétaire arabe et plante des vergers. La culture des oranges démarre aussitôt. À la fin de 1929, il fonde sur une colline au centre de la zone le camp de Tel Mond. Ce campement abrite les employés de la société de plantation et les membres d'organisation de pionniers. Les restes de ce campement se trouvent aujourd'hui à l'est du village actuel. C'était alors le premier établissement juif entre Kfar Saba et Hadera.
En 1931, les 7 premières maisons sont construites pour Lord Mond, sa famille et les dirigeants de la société. Plus tard, le KKL acquiert d'autres terrains pour construire le quartier de Ziv. En 1944, le village accueille des immigrants du Yémen qui sont d'abord installés dans des tentes puis dans le quartier Yaaqov. Après la création de l'état d'Israël, Tel Mond accueille une ma'abara et de nouveaux quartiers sont construits pour intégrer les nouveaux immigrants.
Tel Mond abrite la villa Sieff qui appartenait à Lord Israel Sieff.

## Jumelage
- Ris-orangis (France)